# Helmut Kronsbein
Helmut Kronsbein (ur. 25 grudnia 1914 w Gdańsku, zm. 27 marca 1991 w Berlinie) – niemiecki piłkarz, a także trener.

## Kariera piłkarska
W swojej karierze Kronsbein reprezentował barwy zespołów Arminia Bielefeld, Eintracht Osnabrück, SV Hindenburg Allenstein, Preußen Danzig, 1. FC Köln oraz TSG Ulm 1846.

## Kariera trenerska
Karierę trenerską Kronsbein rozpoczął w zespole TSG Ulm 1846, który w latach 1949–1952 prowadził w rozgrywkach 2. Oberligi. W 1952 roku został szkoleniowcem Hannoveru 96, grającego w Oberlidze. W sezonie 1953/1954 zdobył z nim mistrzostwo Niemiec. W Hannoverze pracował do 1957 roku. Następnie prowadził inne zespoły Oberligi – Meidericher SV, Alemannię Aachen oraz VfR Mannheim.
W 1963 roku Kronsbein wrócił do Hannoveru 96, uczestniczącego w rozgrywkach Regionalligi. W sezonie 1963/1964 awansował z nim do Bundesligi. Tam zespół Hannoveru prowadził do kwietnia 1966. Potem był szkoleniowcem Herthy BSC z Regionalligi. W sezonie 1967/1968 awansował z nią do Bundesligi. Dwukrotnie zajął z nią w tych rozgrywkach 3. miejsce (1969/1970, 1970/1971). Herthę Kronsbein trenował przez osiem lat.
Następnie ponownie prowadził Hannover 96. W sezonie 1973/1974 spadł z nim z Bundesligi do 2. Bundesligi, jednak w następnym awansował z powrotem do Bundesligi. Trenerem Hannoveru był do stycznia 1976, a potem jeszcze raz od grudnia 1976 do czerwca 1978, kiedy to klub występował w 2. Bundeslidze. W latach 1979–1980 Kronsbein był jeszcze szkoleniowcem Herthy BSC (Bundesliga), a potem nie prowadził już żadnego klubu.